# Siegfried Buback
Siegfried Buback, né le 3 janvier 1920 à Wilsdruff et mort le 7 avril 1977 à Karlsruhe dans un attentat, était un juriste allemand. Il fut notamment procureur général fédéral près la Cour fédérale de 1974 à 1977.

## Vie
Siegfried Buback, juriste originaire de la Saxe, se fait connaître pour la première fois en 1962 en instruisant l'affaire du journal Der Spiegel (certains journalistes étaient accusés de haute trahison par le gouvernement de Konrad Adenauer). 
En tant que procureur général au barreau fédéral, il prend part à l'affaire du meurtre de soldats à Lebach (1969).
Il occupa à partir du 31 mai 1974 le poste de procureur général fédéral près la Cour fédérale, poste auquel lui succédera Kurt Rebmann.
Résolument opposé à la Fraction armée rouge (Rote Armee Fraktion) durant ses fonctions, il en devint la victime lors d'un attentat dans lequel périrent également son chauffeur et un de ses collaborateurs, Georg Wurster.

## Circonstances de l'attentat
Le 7 avril 1977,, Siegfried Buback est assis au côté de son chauffeur, Wolfgang Göbel, tandis que Georg Wurster, un de ses collaborateurs, est à l'arrière. Ils sont en route pour la maison de Buback à Neureut et arrivent à hauteur d'un croisement. Ils y sont attendus sur la route de droite par une moto et ses deux passagers. L'un d'eux, sans descendre du siège, ouvre le feu et mitraille le véhicule. Les trois occupants décéderont.
La police arriva sur les lieux et, au premier coup d'œil, crut à un simple accident de la route : en effet, après les tirs, le pied du chauffeur mortellement blessé était resté appuyé contre une pédale et la voiture avait continué sur quelques mètres pour heurter une petite construction. Le commando "Ulrike Meinhof" revendiqua ensuite l'attentat.

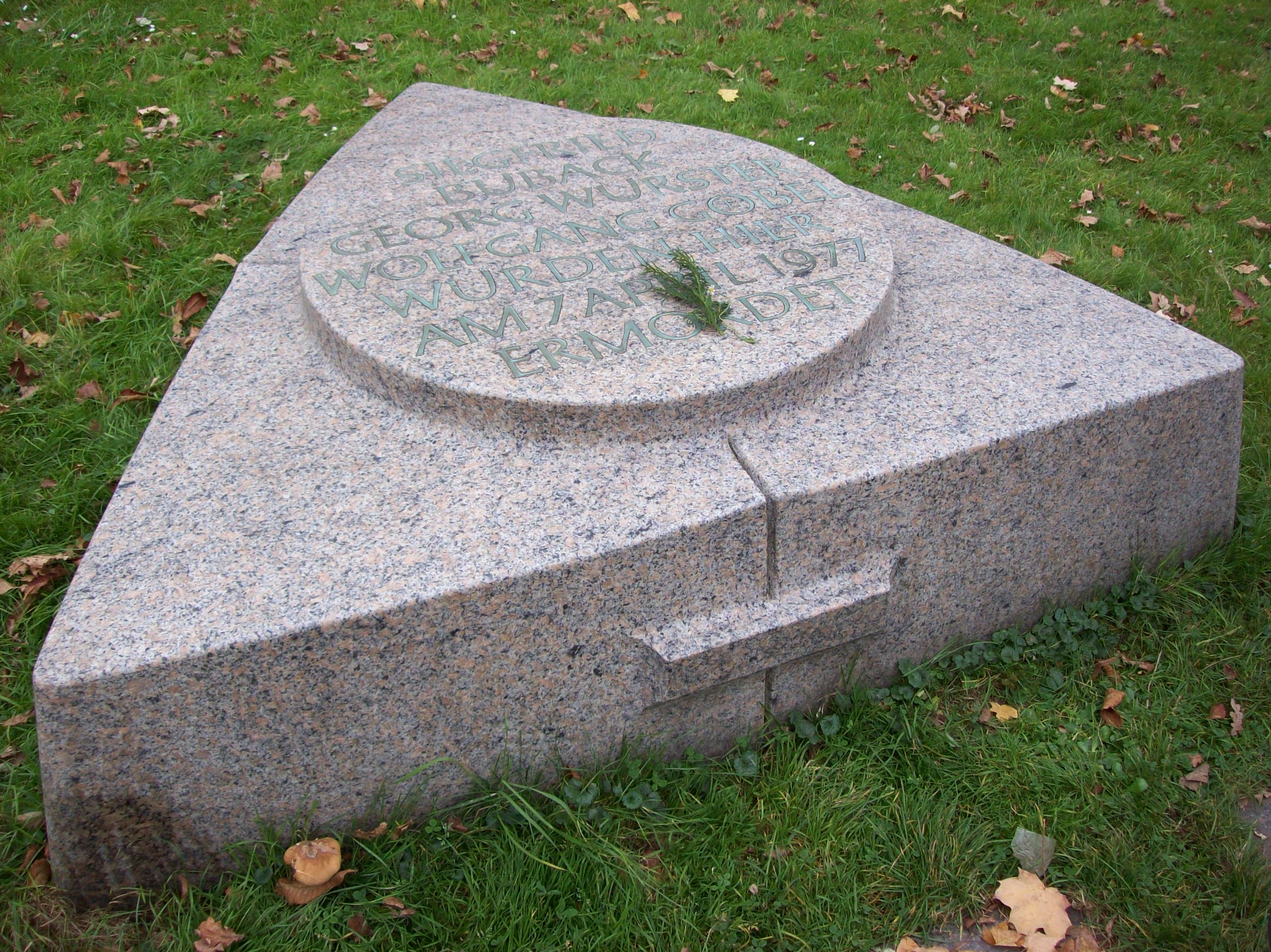
Pierre commémorative sur le lieu de l'attentat

Aujourd'hui, on connaît les quatre auteurs de l'attaque : Christian Klar, Knut Folkerts, Günter Sonnenberg et Brigitte Mohnhaupt. Cependant, on n'a pas réellement déterminé l'homme assis sur la moto et le tireur : Klar, Folkerts ou Sonnenberg ? De plus, le rôle de Mohnhaupt n'a pas encore été clarifié par la justice.

## Réactions des «cellules révolutionnaires» à l'assassinat de Buback
Une annonce, dite des Cellules révolutionnaires, parue dans la revue de propagande La colère révolutionnaire (Revolutionärer Zorn, mai 1977), exprime le point de vue d'une partie de l'extrême-gauche par rapport à l'assassinat de Buback :
Version allemande :
Es traf Buback genau im richtigen Augenblick. Damit ist der Mythos von der Unverletzlichkeit des Polizeistaates ins Wanken gekommen.(…) Deswegen finden wir die Hinrichtung des obersten Staatsschützers zu diesem Zeitpunkt richtig - besonders für die in den Knästen kämpfenden Genossen. Wir freuen uns zusammen mit vielen legalen und illegalen Genossen über diese gelungene Aktion!
Version traduite :
La mort de Buback intervient pile au bon moment. Avec elle, c'est le mythe de l'état policier invulnérable qui s'effrite […] C'est pourquoi nous considérons l'exécution du défenseur suprême de l'État comme juste - et ce en particulier pour les camarades combattants enfermés en taule. Nombreux sont les camarades, hors-la-loi ou non, qui se félicitent avec nous de la réussite de cette action ! 